# Mayetta
Mayetta és una població dels Estats Units a l'estat de Kansas. Segons el cens del 2000 tenia 312 habitants.

## Demografia
Segons el cens del 2000, Mayetta tenia 312 habitants, 111 habitatges, i 75 famílies. La densitat de població era de 708,6 habitants/km².
Dels 111 habitatges en un 46,8% hi vivien nens de menys de 18 anys, en un 51,4% hi vivien parelles casades, en un 15,3% dones solteres, i en un 32,4% no eren unitats familiars. En el 24,3% dels habitatges hi vivien persones soles el 9,9% de les quals corresponia a persones de 65 anys o més que vivien soles. El nombre mitjà de persones vivint en cada habitatge era de 2,81 i el nombre mitjà de persones que vivien en cada família era de 3,4.
Per edats la població es repartia de la següent manera: un 37,2% tenia menys de 18 anys, un 8% entre 18 i 24, un 31,4% entre 25 i 44, un 15,1% de 45 a 60 i un 8,3% 65 anys o més.
L'edat mediana era de 28 anys. Per cada 100 dones de 18 o més anys hi havia 90,3 homes.
La renda mediana per habitatge era de 38.542 $ i la renda mediana per família de 43.500 $. Els homes tenien una renda mediana de 25.313 $ mentre que les dones 21.500 $. La renda per capita de la població era de 14.800 $. Entorn del 2,4% de les famílies i el 3,9% de la població estaven per davall del llindar de pobresa.

## Poblacions més properes
El següent diagrama mostra les poblacions més properes.